# Собор Вознесения Пресвятой Девы Марии (Туам)
Кафедральный Собор Вознесения Пресвятой Девы Марии, обычно называемый Собор Туама — католический собор в городе Туам, Ирландия. Кафедральный собор Туамской архиепархии, возглавляемой архиепископом Майклом Нири (Michael Neary). Территория архиепархии включает в себя половину графства Голуэй, половину графства Мейо и часть графства Роскоммон.

## История
Строительство собора началось 30 апреля 1827 года по инициативе архиепископа Оливера О’Келли. Место для строительства собора было первоначально арендовано у землевладельца Уильяма Хэндкока, который выделил архиепархии землю для собора за символическую арендную плату один шиллинг в год. В 1897 году один из наследников Хэндкока передал сам собор и землю, на которой он построен, в вечное пользование Туамской архиепархии за один шиллинг.
Первоначальный проект собора принадлежал архитектору Доминику Мэддену. В 1829 году возведение церкви было прервано из-за отсутствия средств. Мэдден был уве́домлен о необходимости переработать проект в сторону упрощения с целью финансовой экономии. Архитектор не согласился и отказался от дальнейшей работы. Какое-то время строительство велось под надзором епархиального комитета, затем работы были поручены Марку Мюррею, который продолжал строительство по изменённому проекту.
В 1834 году была возведена крыша собора, в том же году скончался архиепископ О’Келли, главный инициатор строительства. Поскольку собор был не закончен, интронизация нового архиепископа, Джона Макхэйла, прошла в старой церкви. Внутренние работы были завершены в 1837 году. 18 августа того же года собор был освящён.

## Архитектура

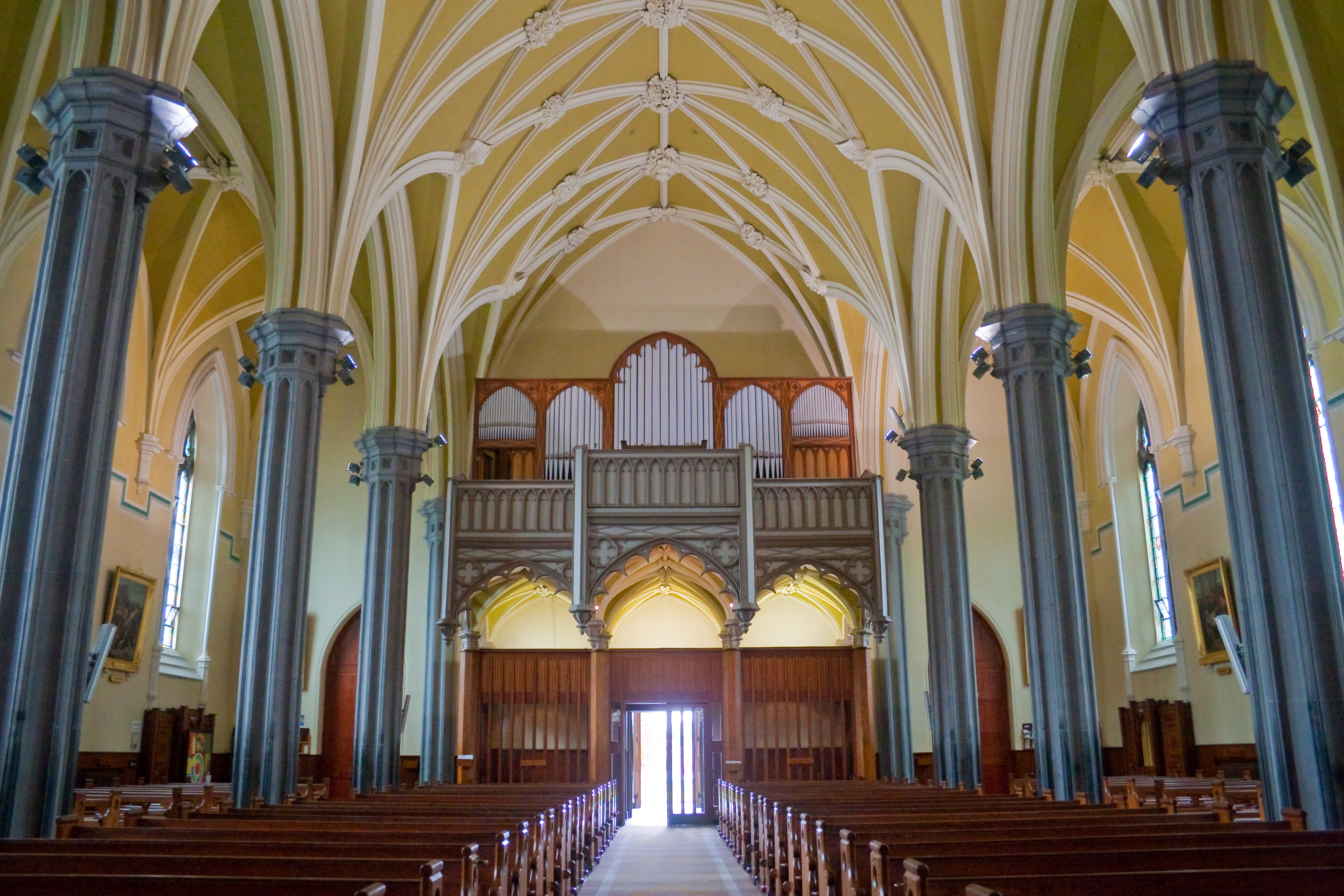
Центральный неф собора и орган

Туамский собор стал одним из видных представителей неоготики в Ирландии. Построен из известняка, в плане имеет латинский крест с довольно большим трансептом. 43-метровая колокольня, возведённая над западным, главным, фасадом храма состоит из трёх уровней и украшена наверху восемью богато декорированными пинаклями, возвышающимися над ажурным парапетом. В 1859 году на колокольню были установлены часы. Шесть более низких башен возвышаются над углами собора и венчаются пинаклями, схожими с пинаклями главной колокольни. Колокольня собора, пресвитерий и нартекс храма созданы по проекту Марка Мюррея и его сына Уильяма. Рядом с собором стоит статуя архиепископа Макхэйла авторства Томаса Фаррела.

## Интерьер
Центральный неф храма состоит из пяти пролётов, имеет ширину 20 метров. Он отделён от боковых нефов восьмиугольными колоннами из известняка, которые поддерживают рёбра сводчатых потолков и украшены орнаментом в форме растений и гигантских голов.

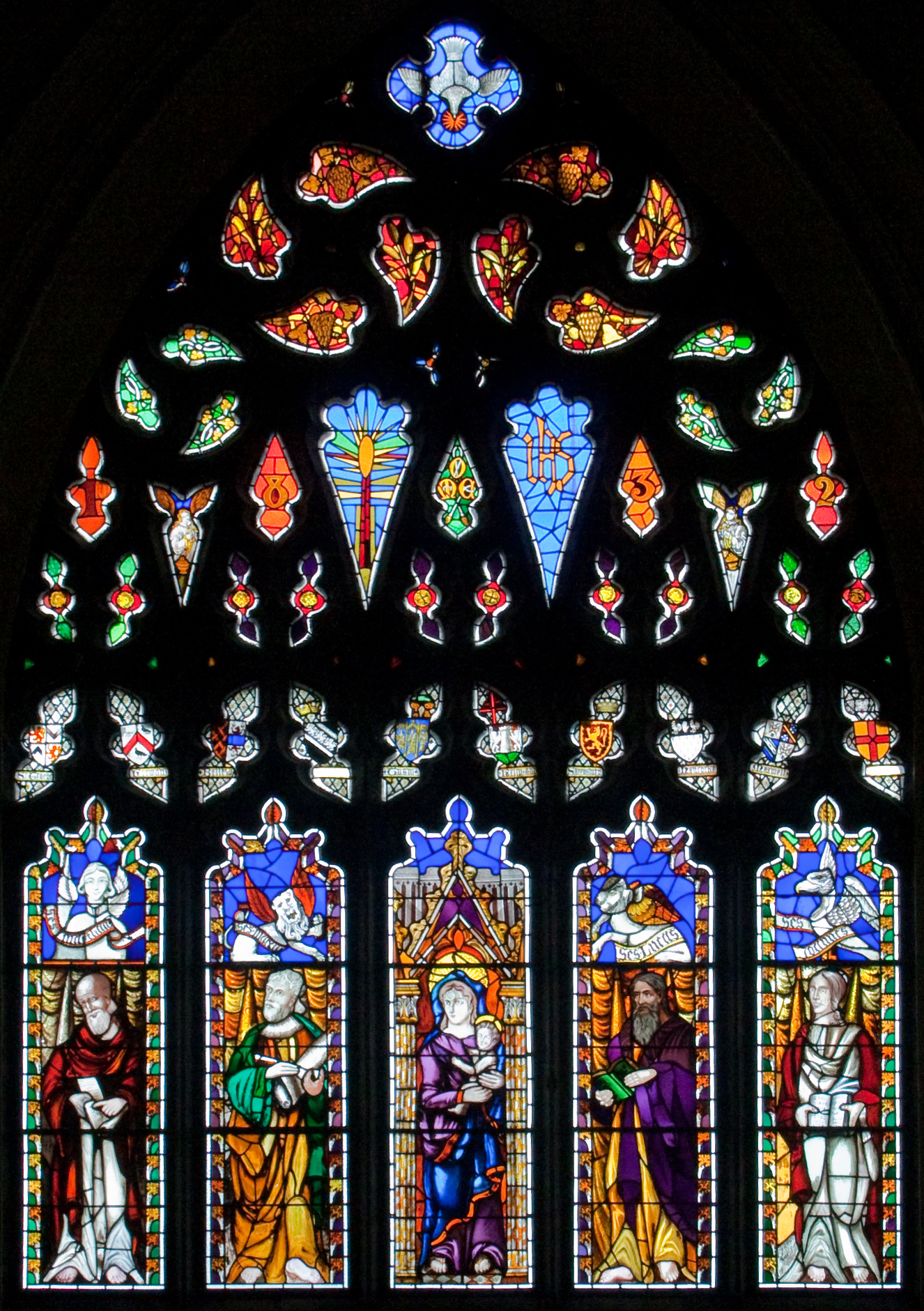
Восточное окно собора

Витражи собора выполнены рядом ирландских мастерских, большое восточное окно создано дублинским мастером Майклом О’Коннором. В 1929—1931 году был проведён капитальный ремонт крыши собора, в частности были заменены все балки, повреждённые жуком-древоточцем. В 1933 году было установлено, что сильно повреждёны и деревянные части органа, после чего в церкви был смонтирован новый электронный орган, в который были встроены элементы старого.
В 1969 году вслед за литургической реформой в Католической церкви была произведена перепланировка алтаря и пресвитерия. Были демонтированы табернакль над главным алтарём, два боковых алтаря в рукавах трансепта, амвон и алтарная преграда. Главный алтарь был передвинут на возвышение в центр храма, баптистерий перенесён в одну из часовен. Была установлена новая епископская кафедра. Около восточной стены южного трансепта оборудована капелла Святых Даров для пребывания там дарохранительницы.